# Fattori umani
I fattori umani (in lingua inglese, human factors) si focalizzano sulle persone e sulla loro interazione con i prodotti, le attrezzature, le abilità, le procedure, gli ambienti lavorativi e della vita di tutti i giorni. L'enfasi viene posta sulle persone e sul modo in cui il design (progettazione) delle cose influenza le stesse. Al fine di combinare al meglio le abilità, le limitazioni ed i bisogni delle persone, gli studi sui Fattori Umani cercano, quindi, di modificare gli oggetti utilizzati dalle persone e gli ambienti in cui tali oggetti vengono utilizzati.

## Fattori umani nell'aeronautica
Uno dei settori più attento alle tematiche inerenti ai Fattori Umani è, senza dubbio, l'aeronautica.
Nell'ambito della (Federal Aviation Administration) i Fattori Umani rappresentano uno sforzo multidisciplinare volto a generare e reperire informazioni circa le capacità e le limitazioni umane, ed a applicare tali informazioni al fine di migliorare attrezzature, sistemi, abilità, procedure, lavori, ambienti, addestramento, gestione del personale per la sicurezza, facilitando e ottimizzando le prestazioni umane. In Italia, l'ente che legifera in tal senso è l'Ente nazionale per l'aviazione civile, mentre al livello europeo, abbiamo l'European Aviation Safety Agency.
La definizione di fattori umani elaborata dalla FAA è la seguente: "I fattori umani si rivolgono allo studio delle facoltà umane e delle loro limitazioni nell'ambito del posto di lavoro".
Rientrano nel campo di interesse dei fattori umani, le seguenti tematiche:
- la fisiologia umana;
- la psicologia (percezione, cognizione, memoria, interazione sociale, errore, ecc.);
- la progettazione delle infrastrutture del posto di lavoro;
- le condizioni ambientali;
- l'interfaccia uomo macchina;
- l'antropometria (lo studio scientifico delle misure del corpo umano).

Il motivo per il quale il mondo aeronautico (ma anche il settore dell'energia nucleare e dell'industria chimica, nonché la sanità) è attento a queste tematiche è da ricondursi alla sensibilità crescente in fatto di sicurezza. Nel mondo dell'aeronautica civile, questo è sinonimo di salvaguardia della vita dei passeggeri e degli operatori che quotidianamente affidano la loro vita a mezzi, strumenti, procedure ed altri uomini e donne.